# 의정부시 (선거구)
의정부시는 대한민국의 옛 국회의원 선거구이다. 당시 경기도 의정부시의 전 지역을 관할했다.

## 역사
제13대 국회의원 선거를 앞두고 의정부시·동두천시·양주군 선거구에서 분리되면서 신설되었다.
제17대 국회의원 선거를 앞두고 의정부시 선거구가 갑, 을로 분구되면서 폐지되었다.

## 역대 국회의원
| 선거   | 정당 | 정당         | 의원   |
| ------ | ---- | ------------ | ------ |
| 1988년 |      | 신민주공화당 | 김문원 |
| 1992년 |      | 민주당       | 문희상 |
| 1996년 |      | 신한국당     | 홍문종 |
| 2000년 |      | 새천년민주당 | 문희상 |
| 2003년 |      | 한나라당     | 홍문종 |

## 역대 선거 결과

### 대한민국 제13대 국회의원 선거
|  | 35.59% |

|  | 32.30% |

|  | 27.50% |

|  | 4.58% |

### 대한민국 제14대 국회의원 선거
|  | 38.66% |

|  | 37.13% |

|  | 24.20% |

### 대한민국 제15대 국회의원 선거
|  | 35.67% |

|  | 33.01% |

|  | 23.30% |

|  | 8.00% |

### 대한민국 제16대 국회의원 선거
|  | 45.76% |

|  | 23.66% |

|  | 20.27% |

|  | 6.34% |

|  | 3.95% |

### 2003년 대한민국 재보궐선거
|  | 50.16% |

|  | 40.96% |

|  | 4.64% |

|  | 3.20% |

|  | 1.03% |